# Sphaerodorum gracilis
Sphaerodorum gracilis är en ringmaskart som först beskrevs av Martin Heinrich Rathke 1843.  I den svenska databasen Dyntaxa används istället namnet Sphaerodorum flavum. Sphaerodorum gracilis ingår i släktet Sphaerodorum och familjen Sphaerodoridae. Arten är reproducerande i Sverige. Inga underarter finns listade i Catalogue of Life.